# Sulfinpyrazone
Sulfinpyrazone là một loại thuốc trị niệu được sử dụng để điều trị bệnh gút. Nó cũng đôi khi được sử dụng để làm giảm sự kết tập tiểu cầu bằng cách ức chế sự thoái hóa của tiểu cầu làm giảm sự giải phóng ADP và thromboxane.
Giống như các thuốc uricosurics khác, sulfinpyrazone hoạt động bằng cách ức chế cạnh tranh tái hấp thu axit uric trong ống lượn gần của thận.

## Chống chỉ định
Sulfinpyrazone không được sử dụng ở những người bị suy thận hoặc có tiền sử sỏi thận axit uric.